# Pinsoperi
Pinsoperi ist ein Ort im Distrikt (dzongkhag) Dagana (དར་དཀར་ན་རྫོང་ཁག་) in Bhutan.

## Lage
Pinsoperi liegt im Südwesten von Bhutan, oberhalb des Hauptortes Daga und kaum zwei Kilometer südlich des Distrikts Wangdue Phodrang.